# Municipio de Madelia
El municipio de Madelia (en inglés: Madelia Township) es un municipio ubicado en el condado de Watonwan en el estado estadounidense de Minnesota. En el año 2010 tenía una población de 351 habitantes y una densidad poblacional de 3,95 personas por km².

## Geografía
El municipio de Madelia se encuentra ubicado en las coordenadas 44°4′2″N 94°26′4″O / 44.06722, -94.43444. Según la Oficina del Censo de los Estados Unidos, el municipio tiene una superficie total de 88.93 km², de la cual 86,25 km² corresponden a tierra firme y (3,01 %) 2,68 km² es agua.

## Demografía
Según el censo de 2010, había 351 personas residiendo en el municipio de Madelia. La densidad de población era de 3,95 hab./km². De los 351 habitantes, el municipio de Madelia estaba compuesto por el 95,44 % blancos, el 0,57 % eran asiáticos, el 1,42 % eran de otras razas y el 2,56 % eran de una mezcla de razas. Del total de la población el 4,27 % eran hispanos o latinos de cualquier raza.